# Małgorzata Wojtyra
Małgorzata Wojtyra (Szczecin, 21 september 1989) is een Pools voormalig baanwielrenster die eenmaal deelnam aan de Olympische Zomerspelen.

## Carrière
Wojtyra won bij de EK voor beloften meerdere zilveren medailles bij onder andere de scratch, omnium en ploegenachtervolging. Tijdens haar carrière was ze het meest succesvol op de nationale kampioenschappen, waar ze tussen 2005 en 2015 medailles won. Op de EK voor elite won ze in 2010 brons op het omnium, een jaar later werd ze vierde.  In 2012 en 2013 won ze zilver op de ploegenachtervolging, die ze in beide jaren reed met Eugenia Bujak, Edyta Jasińska en Katarzyna Pawłowska. In 2012 nam Wojtyra ook voor het eerst in haar carrière deel aan de Olympische Zomerspelen, die dat jaar in Londen plaatsvonden. Op het omnium moest ze het doen met een elfde plaats. Tijdens haar carrière won ze één medaille op de WK; in haar laatste jaar als prof won ze zilver op de achtervolging. Begin 2017 maakte ze bekend te stoppen als prof en jongeren te willen begeleiden in het baanwielrennen.

## Palmares
| Jaar        | PK                                                                           | EK                                                | WK                                            | Overige                                                |
| Als belofte | Als belofte                                                                  | Als belofte                                       | Als belofte                                   | Als belofte                                            |
| ----------- | ---------------------------------------------------------------------------- | ------------------------------------------------- | --------------------------------------------- | ------------------------------------------------------ |
| 2008        |                                                                              | 5e puntenkoers                                    |                                               |                                                        |
| 2009        |                                                                              | scratch · 8e puntenkoers                          |                                               |                                                        |
| 2010        |                                                                              | omnium · ploegenachtervolging                     |                                               |                                                        |
| 2011        |                                                                              | omnium · ploegenachtervolging · scratch           |                                               |                                                        |
| Als elite   |                                                                              |                                                   |                                               |                                                        |
| 2005        | puntenkoers · sprint · keirin · 4e 500m tijdrit                              |                                                   |                                               |                                                        |
| 2006        | puntenkoers · keirin · 4e sprint · 5e 500m tijdrit                           |                                                   |                                               |                                                        |
| 2007        |                                                                              |                                                   |                                               |                                                        |
| 2008        | keirin · puntenkoers · scratch · achtervolging · sprint                      |                                                   |                                               |                                                        |
| 2009        | scratch                                                                      |                                                   | 13e ploegenachtervolging 16e scratch          |                                                        |
| 2010        | 500m tijdrit · keirin · omnium · achtervolging · puntenkoers                 | omnium                                            | 6e scratch 12e ploegenachtervolging           | WB Melbourne: · omnium                                 |
| 2011        |                                                                              | 4e omnium                                         | 4e omnium 6e scratch 14e ploegenachtervolging | WB Manchester: · omnium                                |
| 2012        |                                                                              | ploegenachtervolging · 6e puntenkoers · 7e keirin | 12e omnium 14e ploegenachtervolging           | Olympische Spelen: · 11e omnium · WB Beijing: · omnium |
| 2013        | keirin · achtervolging · omnium · scratch · 5e 500m tijdrit · 6e puntenkoers | ploegenachtervolging                              | 4e ploegenachtervolging 10e puntenkoers       | WB Manchester: · scratch                               |
| 2014        |                                                                              | 6e omnium 6e scratch                              | 4e ploegenachtervolging 12e puntenkoers       | WB Guadalajara: · omnium                               |
| 2015        | omnium · scratch · keirin · 500m tijdrit · 7e puntenkoers                    | 5e omnium                                         | 10e ploegenachtervolging 19e omnium           |                                                        |
| 2016        |                                                                              |                                                   | achtervolging                                 |                                                        |